# Matacás
 (octobre 2021).
La mise en forme du texte ne suit pas les recommandations de Wikipédia : il faut le « wikifier ».
Les points d'amélioration suivants sont les cas les plus fréquents :
- Les titres sont pré-formatés par le logiciel. Ils ne sont ni en capitales, ni en gras.
- Le texte ne doit pas être écrit en capitales (les noms de famille non plus), ni en gras, ni en italique, ni en « petit »…
- Le gras n'est utilisé que pour surligner le titre de l'article dans l'introduction, une seule fois.
- L'italique est rarement utilisé : mots en langue étrangère, titres d'œuvres, noms de bateaux, etc.
- Les citations ne sont pas en italique mais en corps de texte normal. Elles sont entourées par des guillemets français : « et ».
- Les listes à puces sont à éviter, des paragraphes rédigés étant largement préférés. Les tableaux sont à réserver à la présentation de données structurées (résultats, etc.).
- Les appels de note de bas de page (petits chiffres en exposant, introduits par l'outil «  Source ») sont à placer entre la fin de phrase et le point final[comme ça].
- Les liens internes (vers d'autres articles de Wikipédia) sont à choisir avec parcimonie. Créez des liens vers des articles approfondissant le sujet. Les termes génériques sans rapport avec le sujet sont à éviter, ainsi que les répétitions de liens vers un même terme.
- Les liens externes sont à placer uniquement dans une section « Liens externes », à la fin de l'article. Ces liens sont à choisir avec parcimonie suivant les règles définies. Si un lien sert de source à l'article, son insertion dans le texte est à faire par les notes de bas de page.
- La présentation des références doit suivre les conventions bibliographiques. Il est recommandé d'utiliser les modèles {{Ouvrage}}, {{Chapitre}}, {{Article}}, {{Lien web}} et/ou {{Bibliographie}}. Le mode d'édition visuel peut mettre en forme automatiquement les références.
- Insérer une infobox (cadre d'informations à droite) n'est pas obligatoire pour parachever la mise en page.

Pour une aide détaillée, merci de consulter Aide:Wikification.
Si vous pensez que ces points ont été résolus, vous pouvez retirer ce bandeau et améliorer la mise en forme d'un autre article.
Matacás était une entreprise espagnole de fabrication de moteurs essence puis diesel, fondée à Barcelone par Juan Matacás Aymá.
La société dirigée par son créateur, Juan Matacás Aymá, fabriquait une très large gamme de moteurs dans son usine implantée à Barcelone de toutes tailles et puissances, en particulier les moteurs stationnaires équipant les générateurs électriques, les motopompes, les machines agricoles et les moteurs marins pour les petits bateaux. Ces moteurs étaient à essence à l'origine puis diesel.

## Historique
À partir de 1959, Matacás commence à vendre ses moteurs pour équiper la SEAT 1400 avec un moteur diesel en remplacement du moteur essence d'origine. En 1960, leur publicité faisait déjà état de plus d'un millier de taxis transformés avec leurs moteurs.
Il n'a jamais été facile de convaincre un automobiliste de dépenser une grosse somme d'argent pour remplacer le moteur de sa voiture - parfois neuf - pour mettre un moteur diesel non prévu par le constructeur de la voiture. Matacás a utilisé une publicité très agressive et amusante dans laquelle il accusait le moteur d'origine d'être un voleur qui (avec sa consommation élevée) vole son propriétaire tous les jours.
L'étape la plus importante de la société a consisté à concevoir et mettre au point un moteur diesel à deux cylindres pour remplacer le moteur à deux temps, deux ou trois cylindres, des fourgonnettes DKW-IMOSA.
En 1963, Matacás présente un prototype de fourgon à 3 roues avec une charge utile de 1 tonne, entièrement de sa conception, équipé du moteur 932-D conçu, à l'origine, pour le DKW.
À partir de cette même époque, Matacás commence la fourniture de moteurs à SAVA, constructeur espagnol de véhicules utilitaires. En 1964, SAVA rachète la majorité des actions de Matacás. En 1966, la toute-puissante entreprise d'Etat ENASA qui commercialise ses camions sous la marque Pegaso, rachète SAVA pour élargir sa gamme avec des véhicules utilitaires et faire avorter la tentative de SAVA de construire des camions moyens et lourds qui auraient concurrencé les modèles Pegaso.
Avec ce rachat, ENASA devient le propriétaire de la société Matacás et décide, simplement, de la supprimer.